# Garra geba
Garra geba är en fiskart som beskrevs av Getahun och Melanie L. J. Stiassny 2007. Garra geba ingår i släktet Garra, och familjen karpfiskar. IUCN kategoriserar arten globalt som livskraftig. Inga underarter finns listade. Arten är endemisk till Etiopien.